# Stojan Protić
Stojan Protić (in serbo Стојан Протић; 1857 – 1923) è stato un politico jugoslavo.
Divenne Primo ministro del Regno dei Serbi, dei Croati e degli Sloveni tra il 1918 e 1919, e di nuovo nel 1920.

## Opere
- O Makedoniji i Makedoncima, Št. Koste Taušanovića, Beograd, 1888.
- Tajna konvencija između Srbije i Austrougarske, Št. D. Obradović, Beograd 1909.
- Odlomci iz ustavne I narodne borbe u Srbiji, I-II,  Št. D. Obradović, Beograd, 1911-1912.
- Albanski problem i Srbija i Austrougarska, G. Kon, Beograd,  1913
- Srbi i Bugari u Balkanskom ratu, napisao Balkanicus, Geca Kon,  Beograd 1913
- Das albanische Problem und die Beziehungen zwischen Serbien und Österreich-Ungarn,  von Balkanicus (ins Deutsche übertragen von L. Markowitsch), O. Wigand, Leipzig, 1913.
- Le problème albanais, la Serbie et l'Autriche-Hongrie, par Balkanicus, Augustin Challamel, Paris, 1913.
- La Bulgarie: ses ambitions, sa trahison: accompagné des textes de tous les traité secrets et correspondances diplomatiques, par Balcanicus, Armand Colin, Paris, 1915.
- Balkanicus, The Aspirations of Bulgaria, Simkin, Marshall, Hamilton, Kent & Co. LTD, London 1915.